# Hoa Kiến Mẫn
Hoa Kiến Mẫn (sinh tháng 1 năm 1940) là chính khách nước Cộng hòa Nhân dân Trung Hoa. Ông từng giữ chức Ủy viên Quốc vụ kiêm Tổng Thư ký Quốc vụ viện, Viện trưởng Học viện Hành chính Quốc gia và Phó Chủ tịch Quốc hội Trung Quốc khóa XI nhiệm kỳ 2008-2013.

## Sự nghiệp
Hoa Kiến Mẫn sinh ra ở Thượng Hải. Ông tốt nghiệp khoa động lực tại Đại học Thanh Hoa, nơi ông học từ năm 1957 đến năm 1963. Ông là kỹ sư cao cấp.
Tháng 5 năm 1961, ông gia nhập Đảng Cộng sản Trung Quốc (CPC). Năm 1986 đến năm 1987, ông là cán bộ Văn phòng Trung ương Đảng Cộng sản Trung Quốc.
Năm 1991, Hoa Kiến Mẫn chính thức tiến vào công tác ở phòng ban của chính quyền, nhậm chức Phó Chủ nhiệm Ủy ban Kế hoạch thành phố Thượng Hải. Năm 1993, ông được bổ nhiệm giữ chức Chủ nhiệm Ủy ban Kế hoạch thành phố Thượng Hải, Phó Bí thư Ủy ban công tác kinh tế tổng hợp thành phố Thượng Hải.
Năm 1994, ông được bầu làm Ủy viên Ban Thường vụ Thành ủy Thượng Hải và nhậm chức Phó Thị trưởng Thượng Hải. Năm 1996, Hoa Kiến Mẫn được điều lên trung ương nhậm chức Phó Chủ nhiệm Văn phòng Tiểu tổ lãnh đạo kinh tế tài chính Trung ương. Năm 1998, ông được bổ nhiệm làm Phó Tổng Thư ký Tiểu tổ lãnh đạo kinh tế tài chính Trung ương, Chủ nhiệm Văn phòng Tiểu tổ lãnh đạo kinh tế tài chính Trung ương.
Tháng 3 năm 2003, trong nội các của Ôn Gia Bảo, Hoa Kiến Mẫn nhậm chức Ủy viên Quốc vụ, Tổng Thư ký Quốc vụ viện, Viện trưởng Học viện Hành chính Quốc gia và Bí thư Ủy ban Công tác Cơ quan Quốc gia Trung ương Đảng Cộng sản Trung Quốc. Sau khi kết thúc nhiệm kỳ năm năm, tại hội nghị lần thứ nhất của Quốc hội khóa XI nhiệm kỳ 2008-2013, ông được bầu làm Phó Chủ tịch Quốc hội Trung Quốc.
Hoa Kiến Mẫn là Ủy viên Ban Chấp hành Trung ương Đảng Cộng sản Trung Quốc khóa XVI, XVII.